# Hypoponera petri
Hypoponera petri är en myrart som först beskrevs av Auguste-Henri Forel 1916.  Hypoponera petri ingår i släktet Hypoponera och familjen myror. Inga underarter finns listade i Catalogue of Life.